# Hôtel au 15, rue du Puits-Neuf à Aix-en-Provence
L'hôtel au 15, rue du Puits-Neuf est un hôtel particulier situé à Aix-en-Provence. 

## Histoire
La porte sur rue fait l'objet d'une inscription au titre des monuments historiques par arrêté du 25 mars 1929.